# سان نيكولو جيري
سان نيكولو جيري ، (بالإنجليزية: San Nicolò Gerrei)‏، (سردينيا: Pauli Gerrei)، هي بلدية في مقاطعة جنوب سردينيا، في إقليم سردينيا الإيطالي، وتقع على بعد حوالي 35 كيلومترًا (22 ميلًا) شمال شرق كالياري. 

## السكان
في سنة 1861 بلغ عدد السكان 983 نسمة، وتطور العدد ليصل في سنة 2011 لـ 846 نسمة.
يظهر هذا المخطط البياني تطور النمو السكاني لـ سان نيكولو جيري